# Fútbol en Haití

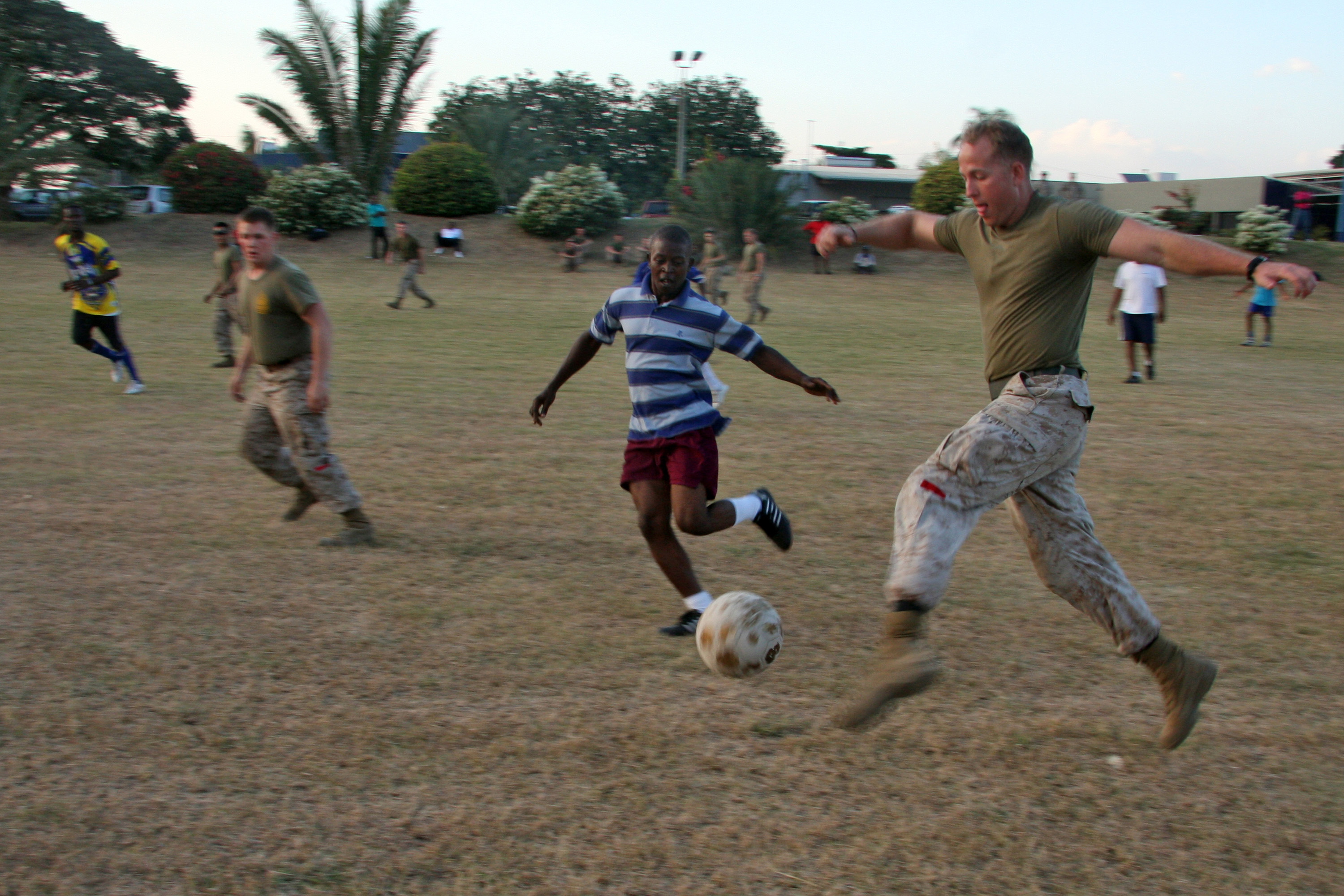
Infantes de marina de EE. UU. juegan un partido de fútbol con residentes haitianos en un campo junto a la instalación provisional de cuidados posteriores en Port-au-Prince, Haití, el 5 de febrero de 2010.

El fútbol es el deporte más popular en Haití. Está dirigido por la Fédération Haïtienne de Football. La asociación administra el seleccionado nacional de fútbol, así como la liga nacional de fútbol. El deporte es muy popular. El fútbol en Haití se desarrolló por primera vez en la capital Puerto Príncipe, donde ya se celebró una ronda de campeonato regional por primera vez en 1912.

## Fútbol nacional
Entre los dos grandes rivales del fútbol de clubes haitianos se encuentran el Racing Club Haïtien y el Violette Athletic Club, ambos ubicados en Puerto Príncipe y son los dos únicos equipos del país en conquistar la Liga de Campeones de la Concacaf, aunque en ambos casos se llevó a cabo sin jugar las finales.
En 1963, Racing llegó a los partidos finales contra el anterior campeón, el CD Guadalajara. Inicialmente estaba previsto jugar ambos partidos en Guadalajara. Sin embargo, debido a que los haitianos no recibieron su permiso de entrada a tiempo, el encuentro tuvo que posponerse. Dado que otras dos fechas no fueron cumplidas por los haitianos, el CD Guadalajara presentó una denuncia oficial ante CONCACAF, que finalmente declaró a los mexicanos ganadores. Racing luego presentó una denuncia que llevó a CONCACAF a la decisión anunciada el 2 de abril de 1964 de que los partidos ahora deberían ser obligatorios dentro de los próximos dos meses. Sin embargo, como Guadalajara ya había planeado una Europareise de cinco semanas en ese momento, el club renunció a la participación final y el Racing Club Haïtien fue declarado ganador por CONCACAF.
El torneo de 1984, que se dividió en una sección de América del Norte y Centroamérica por un lado, y una sección del Caribe por el otro, no estaba terminado. El representante haitiano, Violette ganó la sección caribeña y llegó a la final, mientras que la ronda final de la sección norteamericana y centroamericana entre el New York Pancyprian-Freedoms y el club Deportivo Guadalajara no había sido posible porque ambos equipos no pudieron ponerse de acuerdo en un partido. Como resultado, ambos fueron descalificados y el Violette Athletic Club fue declarado campeón.

## Sistema de ligas
| Nivel | Ligas/Divisiones                   | Ligas/Divisiones                   | Ligas/Divisiones                   | Ligas/Divisiones                   | Ligas/Divisiones                   | Ligas/Divisiones                   | Ligas/Divisiones                   | Ligas/Divisiones                   | Ligas/Divisiones                   | Ligas/Divisiones                   | Ligas/Divisiones                   | Ligas/Divisiones                   |
| 1     | Championnat National D1 18 equipos | Championnat National D1 18 equipos | Championnat National D1 18 equipos | Championnat National D1 18 equipos | Championnat National D1 18 equipos | Championnat National D1 18 equipos | Championnat National D1 18 equipos | Championnat National D1 18 equipos | Championnat National D1 18 equipos | Championnat National D1 18 equipos | Championnat National D1 18 equipos | Championnat National D1 18 equipos |
| 2     | Championnat National D2 57 equipos | Championnat National D2 57 equipos | Championnat National D2 57 equipos | Championnat National D2 57 equipos | Championnat National D2 57 equipos | Championnat National D2 57 equipos | Championnat National D2 57 equipos | Championnat National D2 57 equipos | Championnat National D2 57 equipos | Championnat National D2 57 equipos | Championnat National D2 57 equipos | Championnat National D2 57 equipos |
| 3     | Championnat National D3 80 equipos | Championnat National D3 80 equipos | Championnat National D3 80 equipos | Championnat National D3 80 equipos | Championnat National D3 80 equipos | Championnat National D3 80 equipos | Championnat National D3 80 equipos | Championnat National D3 80 equipos | Championnat National D3 80 equipos | Championnat National D3 80 equipos | Championnat National D3 80 equipos | Championnat National D3 80 equipos |

## Seleccionado nacional
En 1973, Haití fue sede de la Clasificación de Concacaf para la Copa Mundial de Fútbol, que también sirvió como clasificación para la Copa Mundial de 1974 en Alemania. Haití ganó todo menos su último partido contra México, pero terminó con la mayor cantidad de puntos en el torneo y se clasificó para su primer campeonato mundial de fútbol, donde posiblemente su mejor jugador de fútbol de todos los tiempos, Emmanuel Sanon, hizo historia. La primera mitad de su partido debut contra Italia terminó en un empate sin goles, pero el equipo sorprendió al mundo del fútbol cuando el delantero estrella Emmanuel Sanon anotó poco después del descanso para darle a Haití una ventaja de 1-0. Aunque los italianos finalmente regresaron para ganar el juego 3-1, el gol de Sanon terminó con la racha récord del arquero Dino Zoff de 1143 minutos sin encajar un gol en partidos internacionales. El equipo perdió ante Polonia (0-7) y Argentina (1-4) para terminar último en su grupo, con su segundo gol en el torneo proveniente de Sanon.
El Campeonato CONCACAF de 1977 también sirvió como torneo clasificatorio para la Copa Mundial de la FIFA 1978 en Argentina. Después de perder el partido inaugural contra México 1-4, Haití tuvo la oportunidad de clasificar para otra Copa del Mundo. Sin embargo, debido a que México también ganó todos los siguientes partidos, Haití volvió a ocupar el segundo lugar, antes de que la selección nacional entrara en un período de insignificancia.
Anteriormente, Haití ya había perdido una gran oportunidad en el torneo de clasificación para la Copa Mundial de la FIFA de 1970 en México, que automáticamente clasificó al país anfitrión que se interpuso en el camino de la entrada de Haití. Sin embargo, Haití tuvo un último momento para clasificarse pero falló ante El Salvador, que en cambio fue al Mundial.